# Prima dell'anestesia
Prima dell'anestesia (Corridors of Blood) è un film del 1958 diretto da Robert Day.
È un film drammatico britannico a sfondo horror e thriller con Boris Karloff, Betta St. John e Christopher Lee. È ambientato a Londra nel 1840.

## Trama
Londra, 1840. Il chirurgo Thomas Bolton cerca di trovare un composto chimico in grado di alleviare il dolore e le sofferenze percepiti dai pazienti sottoposti a operazioni chirurgiche. Persuaso di avere trovato il rimedio giusto, Bolton convince la direzione dell'ospedale presso cui lavora ad autorizzare una dimostrazione, ma l'esperimento fallisce. Bolton decide di proseguire gli esperimenti, provando i composti su se stesso, nonostante la disapprovazione dei colleghi e i consigli del figlio Jonathan e della nipote Susan.
Per ottenere gli ingredienti chimici necessari, Bolton è costretto a stipulare un accordo con Ben, proprietario di una locanda, il quale procura anche cadaveri provenienti dall'ospedale e destinati alle dimostrazioni, dietro pagamenti in denaro. Inoltre Ben si procura cadaveri facendo soffocare alcuni avventori della locanda - per poter venderne i corpi. Gli occorre, però, un certificato attestante che il decesso è avvenuto per cause naturali. Poiché questo documento deve essere firmato da un medico, in cambio dell'aiuto ricevuto per procurarsi gli ingredienti chimici, Bolton accetta di firmare i certificati di morte.
Nel frattempo Bolton, provando su se stesso i composti chimici, nei quali inserisce quantità sempre maggiori di oppio, si indebolisce progressivamente e non riesce più ad operare. Spinto dalla direzione dell'ospedale a prendersi una pausa, Bolton sparisce. La polizia scopre l'accordo tra Bolton e Ben e fa irruzione nella locanda dove, nel fuggi fuggi generale, sia Ben che Bolton rimangono uccisi.

## Produzione
Il film, diretto da Robert Day su una sceneggiatura e un soggetto di Jean Scott Rogers, fu prodotto da John Croydon per la Amalgamated Productions e girato nei MGM British Studios a Borehamwood, in Inghilterra, con un budget stimato in 90.000 sterline. Il titolo di lavorazione fu  The Doctor of Seven Dials.

## Distribuzione
Il film ebbe una distribuzione limitata con il titolo Corridors of Blood nel Regno Unito nel dicembre del 1958 e fu poi redistribuito dal 6 settembre 1962 dalla Metro-Goldwyn-Mayer.
Altre distribuzioni:
- negli Stati Uniti il 5 giugno 1963
- in Brasile (Corredores de Sangue)
- in Spagna (Pasillos de sangre)
- in Italia (Prima dell'anestesia)

## Critica
Secondo Rudy Salvagnini (Dizionario dei film horror) "la figura del buon dottore viene tratteggiata con attenzione e umanità, in rapporto alla rigidità e all'egoismo dei colleghi" così come viene descritta molto bene la differenza tra le classi sociali nella Londra del XIX secolo. A parte questi pregi, però, la trama risulta prevedibile mentre Karloff risulterebbe "sontuoso". Secondo Leonard Maltin il film è "mediocre".

## Promozione
La tagline è: "Tops in Terror!".